# Sven Lindqvist
Sven Oskar Lindqvist (Stockholm, 28 maart 1932 - aldaar, 14 mei 2019) was een Zweeds auteur. Hij wordt gezien als een van de belangrijkste schrijvers van de moderne Zweedse letteren.
De Nederlandse vertaling van zijn boek Utrota varenda jävel (1992), met de titel Uitroeien die beesten, is in augustus 2022 uitgebracht bij uitgeverij De Geus. In dit boek, dat Lindqvist als zijn belangrijkste werk zag, plaatst hij grote thema's als het Europese kolonialisme en de racistische ideologie in westerse cultuurhistorische context. De in 2019 verschenen documentaire Exterminate All the Brutes is een verfilming van het boek.
Eerder verscheen Terra nullius - en resa genom ingens land (2005; Nederlandse vertaling Een reis door niemandsland, 2007), waarvoor Lindqvist het Australische continent doorkruiste en de afstammelingen van de oorspronkelijke bevolking ontmoette.

## Biografie
Lindqvist studeerde in Peking en was daar cultureel attaché in 1961-1962. Hij werd in 1966 doctor in de wijsbegeerte en universitair hoofddocent literatuurgeschiedenis aan de Universiteit van Stockholm. In 1979 werd hij benoemd tot eredoctor aan de Universiteit van Uppsala.
In totaal schreef Lindqvist 35 boeken in verschillende genres, waaronder documentaire essays, proza, reisverhalen en reportages. Zijn werk was voornamelijk non-fictie. Hij werd bekend door zijn boeken over Afrika, China en Latijns-Amerika. Zijn latere boeken gingen over Europees imperialisme, kolonialisme, racisme en oorlog. Vaak kwam Lindqvist met provocerende stellingen en betoogde hij onder meer dat de Tweede Wereldoorlog en de Holocaust in veel opzichten een voortzetting waren van processen die door het imperialisme en racisme waren geïnitieerd.
Kenmerkend voor Lindqvists werk is de autobiografische stijl en de ik-vorm. Het is duidelijk literair, maar met als doel kennis over te dragen in de hoop dat het bij lezers tot nieuwe inzichten zal leiden.
Zijn boeken zijn onder meer vertaald in het Engels, Frans, Duits, Spaans, Italiaans en Nederlands.
Svenska Dagbladet beschreef Lindqvist na zijn dood als een van de belangrijkste schrijvers in de Zweedse moderne geschiedenis.

## Privéleven
Van 1956 tot 1986 was Lindqvist getrouwd met sinoloog Cecilia Lindqvist (Norman), met wie hij twee kinderen kreeg. In 1986 trouwde hij met bedrijfseconome Agneta Stark, met wie Lindqvist tot aan zijn dood getrouwd bleef. Hij woonde in het Stockholmse stadsdeel Södermalm en overleed op 87-jarige leeftijd.

## Publicaties

### In het Zweeds
- Ett förslag (1955, 1961, 1981)
- Handbok (1957, 1965)
- Reklamen är livsfarlig: en stridsskrift (1957, 2001)
- Hemmaresan (1959)
- Praktika (1962)
- Kina inifrån (1963) (met Cecilia Lindqvist)
- Asiatisk erfarenhet (1964) (met Cecilia Lindqvist)
- Dagbok och diktverk (1966)
- Myten om Wu Tao-tzu (1967) (2013)
- Slagskuggan (1969)
- Självklara saker (1970)
- Jord och makt i Sydamerika (1973)
- Jordens gryning - Jord och makt i Sydamerika del II (1974)
- Arbetsbyte (1976)
- Lägenheter på verkstadsgolvet (1977)
- Gräv där du står (1978)
- Hamiltons slutsats (1980)
- Kina nu - vad skulle Mao ha sagt?: ett reportage (1980) (met Cecilia Lindqvist)
- En älskares dagbok (1981)
- En gift mans dagbok (1982)
- En underjordisk stjärnhimmel (1984)
- Elefantens fot (1985)
- Bänkpress (1988)
- Ökendykarna (1990)
- Av nyfikenhet öppnade jag dörren i muren (1991)
- Livstidsmänniskan (1992)
- Utrota varenda jävel (1992) - Nederlandse vertaling: Uitroeien die beesten (2022), De Geus, ISBN 9789044546149
- Arbete & kärlek (1995)
- Antirasister (1995)
- Nu dog du: Bombernas århundrade (1999)
- Framtidslandet (2000)
- Terra nullius - en resa genom ingens land (2005) - Nederlandse vertaling: Een reis door Niemandsland. Hoe de Aboriginals Australië verloren (2007), De Geus, ISBN 9789044508673
- Fadern, sonen och den heliga motorcykeln (2006)
- Avsikt att förinta (2008)
- Sanningskonst (2018) (met Stefan Jonsson)

### In het Engels
- China in Crisis (1963) (met Cecilia Lindqvist)
- The Myth of Wu Tao-tzu (1967, 2012)
- The shadow: Latin America faces the seventies (1969)
- Land and Power in South America (1973-1974)
- Bench Press (1988)
- Desert Divers (1990)
- Exterminate All the Brutes (1992)
- The Skull Measurer's Mistake: And Other Portraits of Men and Women Who Spoke Out Against Racism (1996)
- A History of Bombing (1999)
- Terra Nullius (2005, 2007)